# Philippe Guiougou
Philippe Guiougou (ur. 8 czerwca 1973 w Baie-Mahault) – francuski duchowny katolicki, biskup Basse-Terre od 2023.

## Życiorys
Święcenia kapłańskie otrzymał 27 czerwca 2004 i został inkardynowany do diecezji Saint-Denis. Pracował głównie jako duszpasterz parafialny, był także m.in. wikariuszem biskupim ds. duszpasterstwa młodzieży (2010–2019), wikariuszem generalnym diecezji (2019–2023) oraz moderatorem diecezjalnej wspólnoty Saint-Denis (2020–2023).
3 kwietnia 2023 papież Franciszek mianował go biskupem diecezjalnym Basse-Terre. Sakry biskupiej udzielił mu 9 lipca 2023 arcybiskup David Macaire.